# Metriophasma pallidus
Metriophasma pallidus är en insektsart som först beskrevs av Lucien Chopard 1911.  Metriophasma pallidus ingår i släktet Metriophasma och familjen Pseudophasmatidae. Inga underarter finns listade i Catalogue of Life.